# چدن نشکن
چدن نشکن، همچنین به عنوان چدن داکتیل و چدن گرافیت کروی شناخته می‌شود، نوعی از چدن غنی از گرافیت است که در سال ۱۹۴۳ توسط کیت میلیس کشف شد. در حالی که اکثر انواع چدن از نظر کشش ضعیف و شکننده هستند، چدن داکتیل به‌دلیل وجود گرافیت کره ای دارای مقاومت بسیار بیشتری در برابر ضربه و خستگی است. البته قطعات بسیار قدیمی چدنی در کشور چین نیز کشف شده‌است.
در تاریخ ۲۵ اکتبر سال ۱۹۴۹، کیت دویت میلیس، آلبرت پل گاگنبین و نورمن بدن پیلینگ چدن داکتیل را با استفاده از منیزیم کشف و در ایالات متحده به ثبت رساندند. آگوستوس اف. مههن در ژانویه سال ۱۹۳۱ به‌دلیل تلقیح آهن با  CaSi2  برای تولید چدن داکتیل متعاقباً با عنوان Meehanite، که هنوز هم در سال ۲۰۱۷ تولید می‌شود، در ژانویه ۱۹۵۰ حق ثبت اختراع گرفت.

## متالورژی

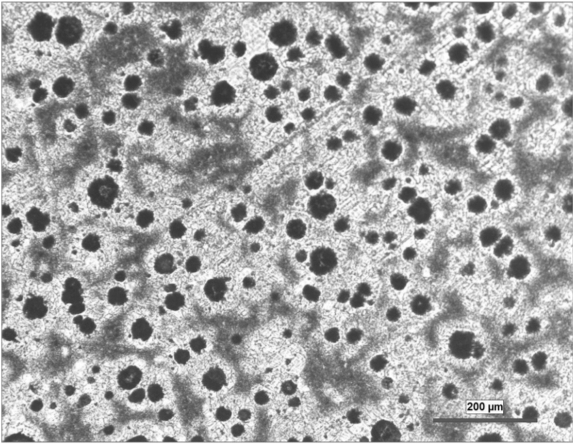
Ductile iron microstructure at 100× magnification, showing carbon islanding effect around nodules.

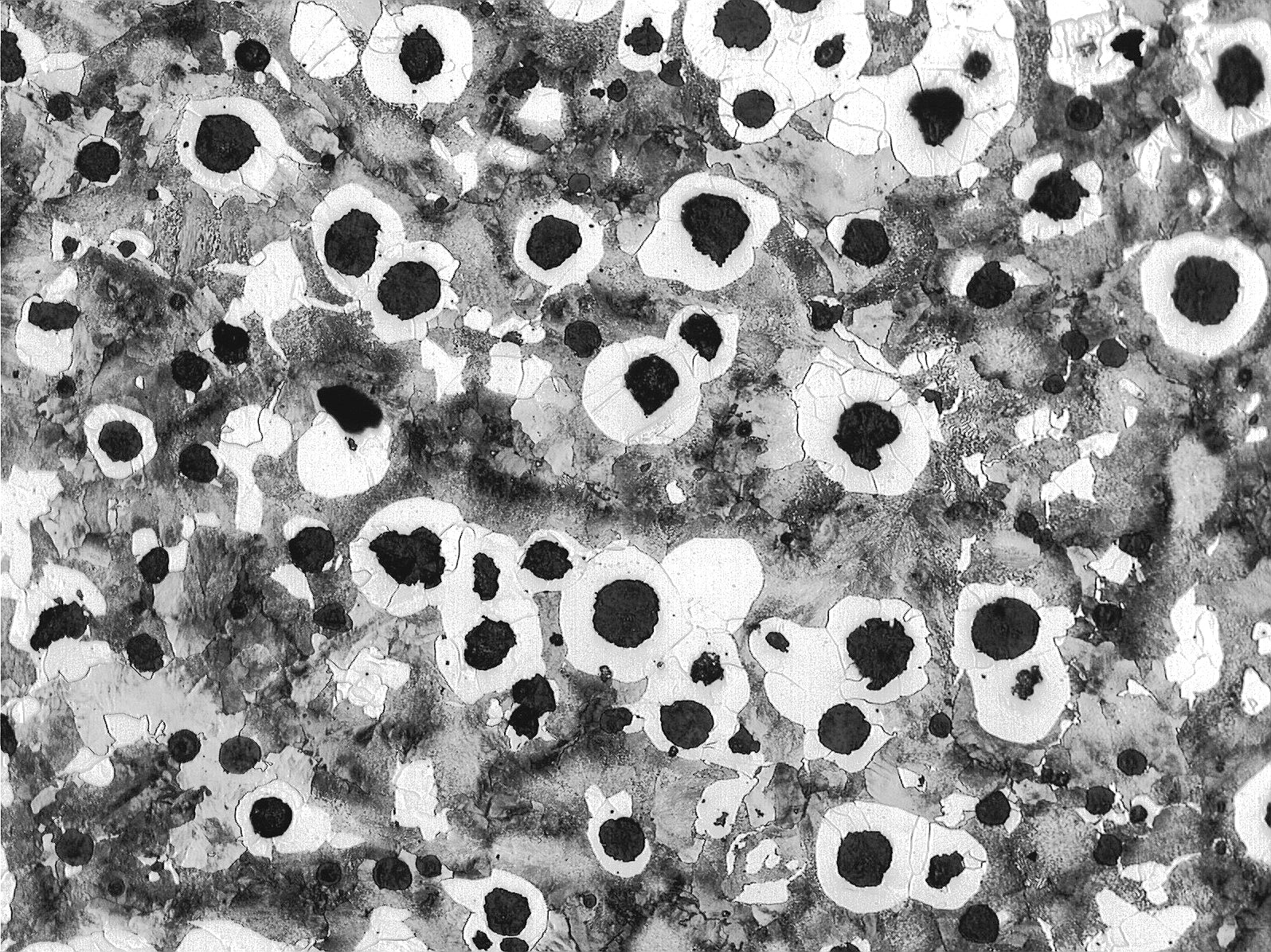
GJS-500-7 100e 01 ies

چدن داکتیل یک ماده واحد نیست بلکه بخشی از گروهی از مواد است که با کنترل ریزساختار آنها می‌تواند با طیف گسترده‌ای از خواص تولید شود. مشخصه مشترک این گروه از مواد، شکل گرافیت است. در چدن داکتیل، گرافیت به جای تیغه مانند در چدن خاکستری به شکل کره است. در حالی که تیغه‌های گرافیت تیز باعث ایجاد نقاط تمرکز تنش در ماتریس فلزی می‌شوند، کره‌های گرد باعث مهار رشد ترک می‌شوند و در نتیجه قابلیت انعطاف‌پذیری قابل توجه را ایجاد می‌کنند که نام آلیاژ نیز از همین موضوع نشات می‌گیرد. تشکیل گرافیت کروی با اضافه کردن عناصر مخصوص، معمولاً منیزیم حاصل می‌شود (منیزیم در دمای ۱۱۰۰ درجه سانتیگراد جوش می‌یابد و آهن در دمای ۱۵۰۰ درجه سانتیگراد ذوب می‌شود) و در موارد کمتر از سریم. از تلوریوم نیز استفاده شده‌است. همچنین یوتوریم (Y)به عنوان یک عنصر احتمالی مورد مطالعه قرار گرفته‌است.
چدن داکتیل آستمپر (ADI) در دهه ۱۹۵۰ کشف شد، اما تنها چند سال بعد تجاری سازی شد و به موفقیت دست یافت. در ADI، ساختار متالورژی از طریق یک فرایند پیچیده عملیات حرارتی حاصل می‌شود. بخش "aus" نام مربوط به آستنیت است.

## ترکیب شیمیایی
| Fe      | C       | Si      | Ni  | Mn   | Mg   | Cr   | P    | Cu  |
| ------- | ------- | ------- | --- | ---- | ---- | ---- | ---- | --- |
| Balance | ۳٫۰–۳٫۷ | ۱٫۲–۲٫۳ | ۱٫۰ | ۰٫۲۵ | ۰٫۰۷ | ۰٫۰۷ | ۰٫۰۳ | ۰٫۱ |

سایر ترکیبات چدن داکتیل اغلب مقدار کمی گوگرد نیز دارند.
کربن ۳٫۲ تا ۳٫۶۰٪
سیلیکون ۲٫۲ تا ۲٫۸٪
منگنز ۰٫۱ تا ۰٫۲٪
منیزیم ۰٫۰۳ تا ۰٫۰۴
فسفر ۰٫۰۰۵ تا ۰٫۰۴
گوگرد ۰٫۰۰۵ تا ۰٫۰۲
مس <۰٫۴۰٪
آهن
عناصری از قبیل مس یا قلع ممکن است برای افزایش استحکام کششی و تسلیم به آن افزوده شود و همزمان از انعطاف‌پذیری کاسته شود. مقاومت در برابر خوردگی با جایگزینی ۱۵٪ به ۳۰٪ آهن موجود در آلیاژ با مقادیر مختلف نیکل، مس یا کروم حاصل می‌شود.
سیلیکون به عنوان یک عنصر تشکیل گرافیت می‌تواند تا حدی توسط آلومینیوم جایگزین شود تا از اکسیداسیون بهتر محافظت کند.

### اثر ترکیب شیمیایی بر خواص چدن نشکن
تمام عناصری که در فریت حل می‌شوند، آن را محکم کرده ولی اثرات متفاوتی بر افزایش استحکام و سختی دارند.
کربن: میزان کربن چدن‌های نشکن بین ۳–۴٪ تغییر می‌کند، اما گستره محدودتر ۳٫۶–۳٫۹٪ نیز معمول است. برای ایجاد چگالی زیاد گرافیت‌های کروی، نسبت به چدن خاکستری مقدار بیشتری کربن لازم است. اگر کربن معادل خیلی زیاد باشد (مثلا، بیشتر از ۴٫۶٪)، ممکن است کربن شناور شود.
سیلیسیوم: مقدار سیلیسیوم چدن نشکن بین ۱٫۸–۲٫۸٪ متغیر است، اما گستره کوچکتر ۲٫۲–۲٫۷٪ نیز معمول است. سیلیسیوم بر کربن معادل اثر می‌گذارد، بنابراین هرچه مقدار سیلیسیوم افزایش یابد، تعداد کره‌ها نیز افزایش می‌یابد. مقدار کم سیلیسیوم در چدن نشکن تمایل به تبرید را افزایش می‌دهد، اگر میزان سیلیسیوم خیلی کم باشد ممکن است در مقاطع نازک کاربیدهای اضافی تشکیل شود. سیلیسیوم باعث استحکام فریت در چدن نشکن می‌شود اما باید دقت داشت که موجب افزایش دمای انتقال شکست نرم به ترد می‌شود.
گوگرد: معمولاً مقدار گوگرد را در چدن نشکن به کمتر از ۰٫۰۳٪ محدود می‌کنند. افزایش مقدار گوگرد بدین معنی است که باید منیزیم بیشتری برای کروی کردن گرافیت‌ها اضافه شود. میزان گوگرد پس از عملیات کروی کردن حدود ۰٫۰۱۵٪ است.
فسفر: فسفر اثر قوی روی استحکام فریت دارد ولی به‌دلیل اثرات مضر این عنصر به ویژه اثر معکوس بر خواص ضربه‌ای و شکل‌پذیری، حداکثر مقدار فسفر در تولید چدن نشکن حدود ۰٫۱۰٪ مشخص شده‌است، اما معمولاً به کمتر از ۰٫۰۵٪ محدود می‌شود. اگر میزان این عنصر از حد فوق تجاوز نماید باعث اثر پدیده جدایش در منطقه مرزی بین دانه‌ها و تشکیل ساختار یوتکتیکی ترد استیدیت را می‌شود. جدایش فسفر در منطقه مرز بین دانه ای در قطعات ریختگی ضخیم کاملاً مشهود است.
از نقطه نظر ساختاری، افزایش مقدار فسفر، موجب افزایش میزان پرلیت شده و نیز سبب افزایش استحکام کششی و سختی و کاهش میزان ازدیاد طول نسبی و در نتیجه ترد شدن قطعه می‌شود.
مس: مس باعث بالارفتن استحکام فریت شده ولی با این هدف در تولید چدن نشکن به کار نمی‌رود زیرا مس عنصری پرلیت زا بوده و وجود آن موجب حساس تر شدن چدن به عناصر جزیی مضر می‌شود.
نیکل: می‌تواند استحکام فریت را بدون معایبی که عناصر دیگر وارد می‌کنند، افزایش دهد و در نتیجه اگر تولید چدن نشکن فریتی در حال ریختگی مد نظر باشد، تنها از آلیاژ سیلیسیوم-نیکل می‌توان استفاده کرد.
سایر عناصر: عناصری از قبیل سرب، تیتانیم، آلومینیوم، آنیتموان و زیرکونیم باید به دقت کنترل شوند زیرا این عناصر تشکیل گرافیت‌های رشته‌ای را تشویق می‌کنند. سایر عناصر که تشکیل پرلیت یا کاربید آهن را میسر می‌سازند مانند، ارسنیک، بور، کرم، قلع و وانادیم نیز باید کنترل شوند.
تأثیر عناصر آلیاژی روی پرلیت، مجموعه ای از اثرات آنها روی فریت، سمنتیت یا کاربید به اضافه تأثیر این عناصر روی دمای یوتکتوئید است.
نیکل، سیلیسیوم و منگنز عناصر اصلی هستند که در تولید چدن نشکن پرلیتی استفاده می‌شوند، نیکل و سیلیسیوم باعث محکم شدن ورق‌های فریت و منگنز باعث ایجاد ورق‌های سمنتیت در پرلیت شده و به این ترتیب ساختار پرلیتی به وجود می‌آید. نیکل و منگنز در کاهش دمای استحاله آستنیت به پرلیت مؤثر بوده که این کاهش باعث ثبات پرلیت می‌شود.
این چدن‌ها مقاومت به سایش خوبی داشته و برای تولید صفحات آستری بعضی از قسمت‌های آسیاب سیمان و بخش‌هایی از دستگاه سنگ‌شکن کاربرد دارد. می‌توان برای پرلیت زایی از مس و قلع استفاده کرد.
تأثیر عناصر آلیاژی روی کاربید اهمیت ویژه ای داشته چون اندازه و پخش کاربید روی خواص چدن نشکن تأثیر بسیار زیادی دارد. سیلیسیوم و نیکل تمایل به کاربیدزایی نداشته و گرافیت زا می‌باشند. منگنز کاربیدزای ضعیفی بوده و بیشتر در کاربید آهن حل می‌شود. در ساختار میکروسکوپی، کاربید ناشی از منگنز به صورت ورق‌های سمنتیت در پرلیت ظاهر می‌شود. کروم، مولیبدن و وانادیوم عناصر کاربیدزای قوی بوده و حلالیت آنها در سمنتیت محدود است. ذرات کاربید کروم نسبتاً درشت و سخت بوده و برای استحکام قطعه مضر هستند و باعث ترد شدن آنها می‌شوند. در بعضی موارد وجود کروم به میزان ۰٫۱۵٪ تأثیر کاملاً مشخصی روز تردی قطعه می‌گذارد. ذرات کاربیدهای مولیبدن، مخصوصاً اگر نیکل موجود باشد، کوچکتر هستند. به‌دلیل اندازه کوچک و پراکندگی ذرات کاربید مولیبدن، اثر آن بر چقرمگی محدود است. وانادیوم نیزی چون عنصر کاربیدزای قوی می‌باشد در تولید چدن نشکن استفاده کمی دارد. زیرا باعث تشکیل کاربیدهای درشت در مرز دانه‌ها شده که در نتیجه موجب کاهش چقرمگی و افزایش تردی قطعه می‌گردد.

### تاثیر عناصر آلیاژی بر سختی پذیری
گاهی نیاز به داشتن ساختار کاملاً پرلیتی یا بینایتی در قطعات ضخیم ریختگی بوده که با افزودن عناصر آلیاژی می‌توان به آنها رسید. عناصر آلیاژی از رشد اجزای استحاله آستنیت جلوگیری کرده و در نتیجه سختی پذیری قطعات افزایش می‌یابد. عناصری که قابلیت حل شدن در آستنیت را دارند، در قابلیت سختی پذیری تأثیر بسزایی دارند.
در ضمن این عناصر نباید گرافیت زای قوی و نیز قادر به تشکیل فازهایی در بین مرزدانه‌ها هم نباشد؛ بنابراین نحوه پخش عناصر آلیاژی در ساختار اهمیت زیادی دارد. از آنجاییکه خنک کردن در هوا احتمال ترک را کاهش می‌دهد، چدن نشکن آلیاژی که با خنک کردن در هوا سخت کاری می‌شود، مصرف زیادی دارد. چون سیلیسیوم گرافیت زای قوی می‌باشد برای سختی پذیری استفاده ندارد، فسفر نیز باعث تشکیل فاز استدیت شده که برای سختی پذیری مضر است. کروم و وانادیوم از عناصر کاربیدزای قوی بوده که هیچ کاربردی در سختی پذیری ندارند. نیکل، منگنز و مولیبدن به صورت جمعی عناصری هستندکه برای افزایش سختی پذیری به کار می‌روند که نیکل بشترین استفاده را دارد.

## کاربرد

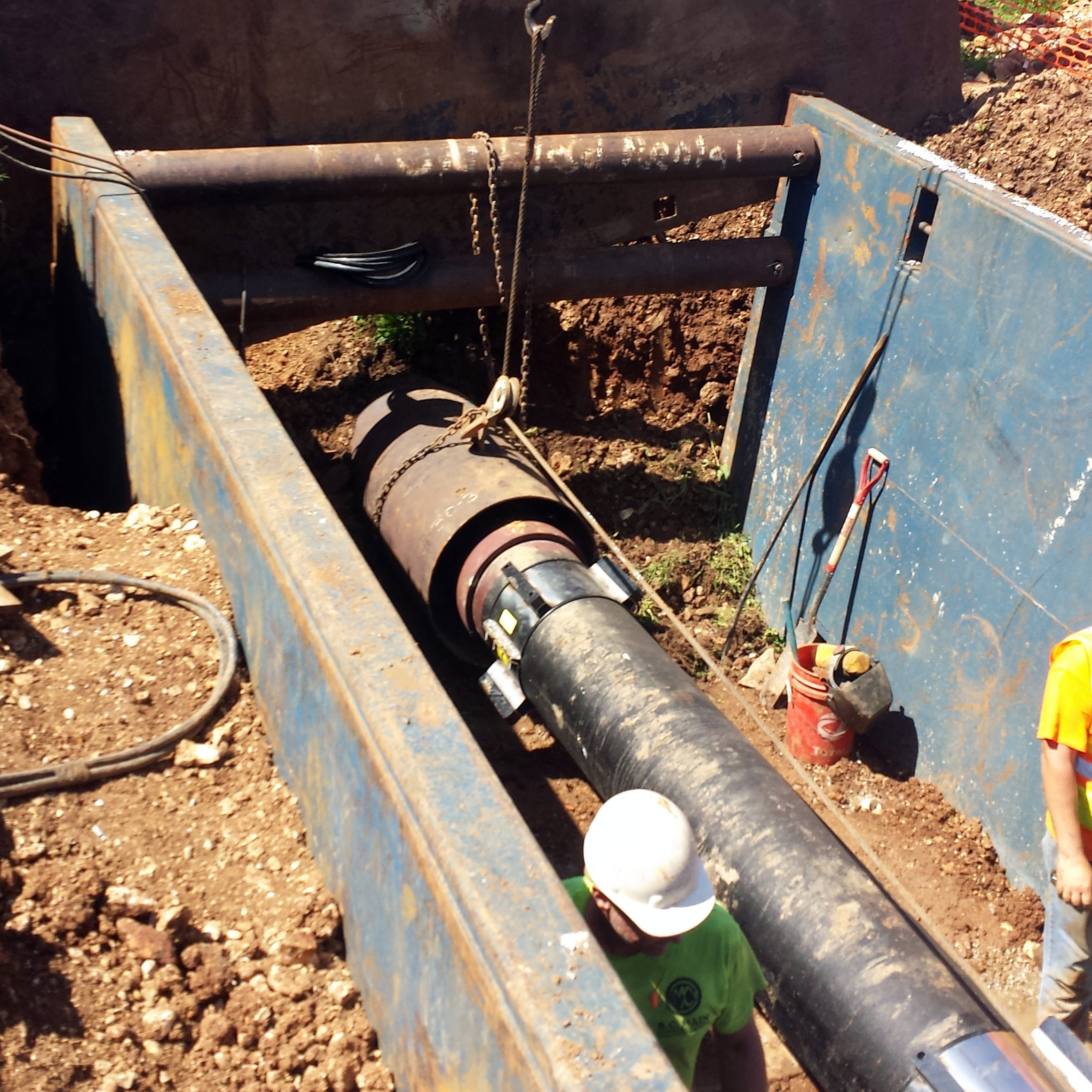
18 inch DI Sewer Installed within Steel Encasement, Lowell, AR

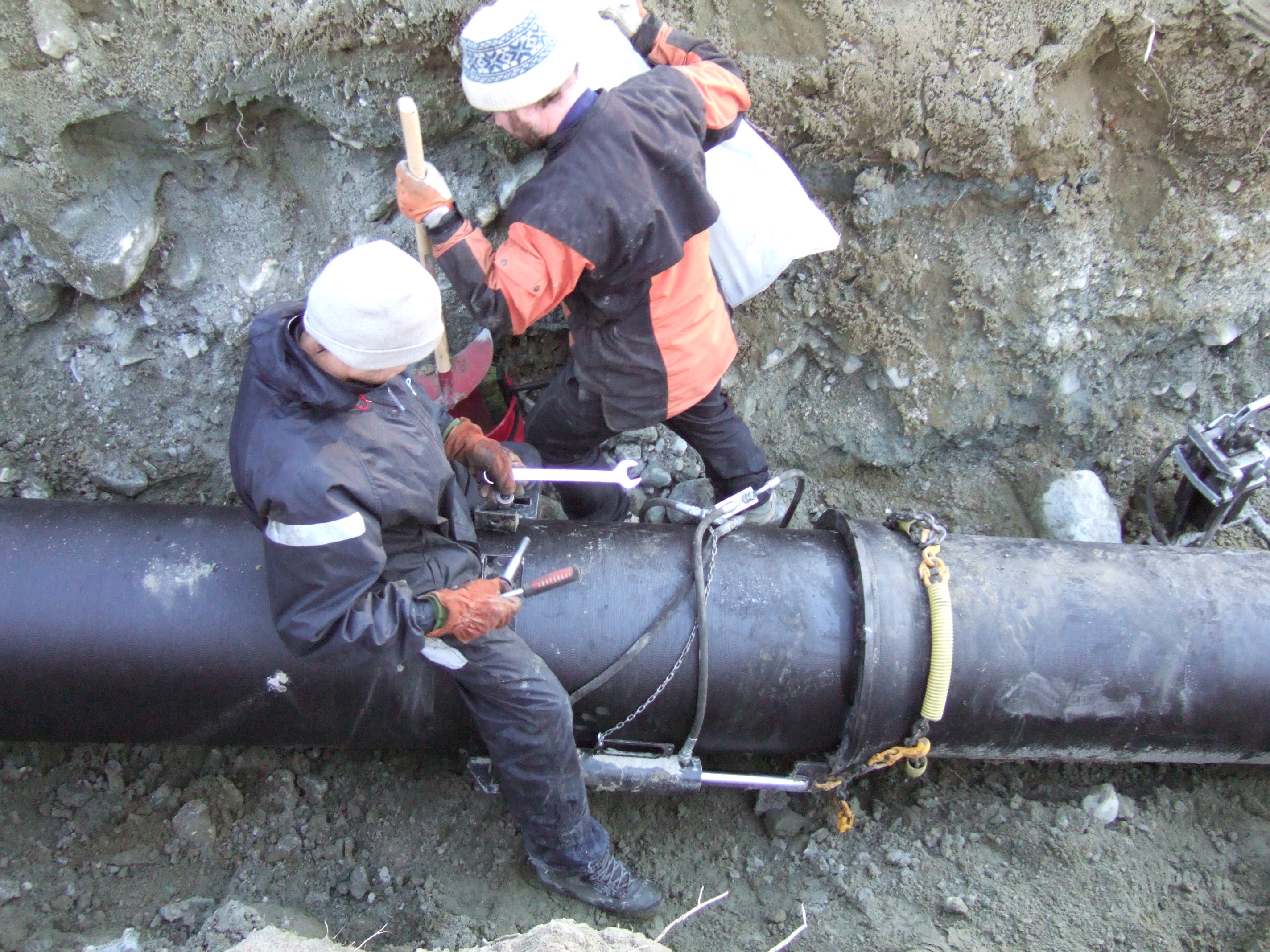
Ductile cast iron pipes

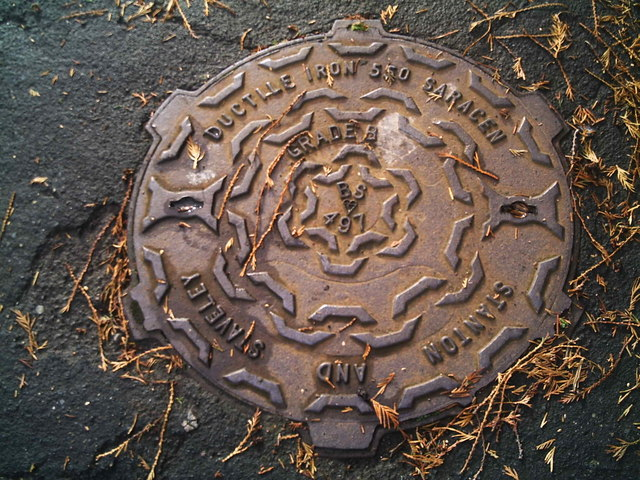
Main sewage manhole cover near church, Woolsthorpe - geograph.org.uk - 280357

آهن معمولی سریعتر از چدن نشکن فرسایش پیدا می‌کند چرا که مقاومت آن در برابر خورندگی پایین‌تر است. به همین علت است که چدن نشکن در کاربردهای تحت فشار استفاده می‌شود، بخش اعظم تولید سالانه چدن داکتیل به شکل لوله قابل استفاده برای خطوط آب و فاضلاب است. این ماده با مواد پلیمری از قبیل PVC , HDPE , LDPE و پلی پروپیلن، که از فولاد یا چدن داکتیل بسیار سبک‌تر، نرم‌تر و ضعیف تر هستند و نیاز به محافظت در برابر آسیب دارند، رقابت می‌کند.
چدن داکتیل به ویژه در بسیاری از قطعات خودرو مفید است، جایی که مقاومت باید از آلومینیوم فراتر رود اما فولاد لزوماً مورد نیاز نیست. سایر کاربردهای مهم صنعتی شامل کامیون‌های دیزلی برون‌شهری، کامیون‌های کلاس ۸، تراکتورهای کشاورزی و پمپ‌های چاه نفت است. در صنعت انرژی نیز در توربین‌های باد از چدن گره ای برای توپی‌ها و قطعات ساختاری مانند قاب توربین استفاده می‌شود. چدن داکتیل برای اشکال بزرگ و پیچیده و بارهای زیاد (خستگی) مناسب است.
چدن داکتیل در بسیاری از نوارهای بزرگ پیانو استفاده می‌شود (صفحات آهنی که رشته‌های پیانو با فشار بالا به آن وصل شده‌اند).
.

## Bibliography
- Smith, William F.; Hashemi, Javad (2006), Foundations of Materials Science and Engineering (4th ed.), McGraw-Hill, ISBN 0-07-295358-6.
- Erfanian-Naziftoosi, Hamid Reza (2012), The Effect of Isothermal Heat Treatment Time on the Microstructure and Properties of 2.11% Al Austempered Ductile Iron, vol. 21, Journal of Materials Engineering and Performance, pp. 1785–1792.